# Tre Kronor (castello)
Il Tre Kronor (noto anche come castello di Tre Kronor, letteralmente "Tre corone") era un castello situato a Stoccolma, in Svezia, sul sito dell'attuale palazzo reale. Si ha ragione di credere che esso sia derivato dalla cittadella che Birger Jarl trasformò nel primo castello reale dell'area a metà del Trecento. Il nome svedese di "Tre Kronor" il castello lo acquisì sotto il regno di Magnus IV a metà del Quattrocento.
Gran parte della biblioteca e degli archivi di Stato svedesi che erano qui conservati andarono distrutti quando il castello bruciò nel 1697.

## Storia

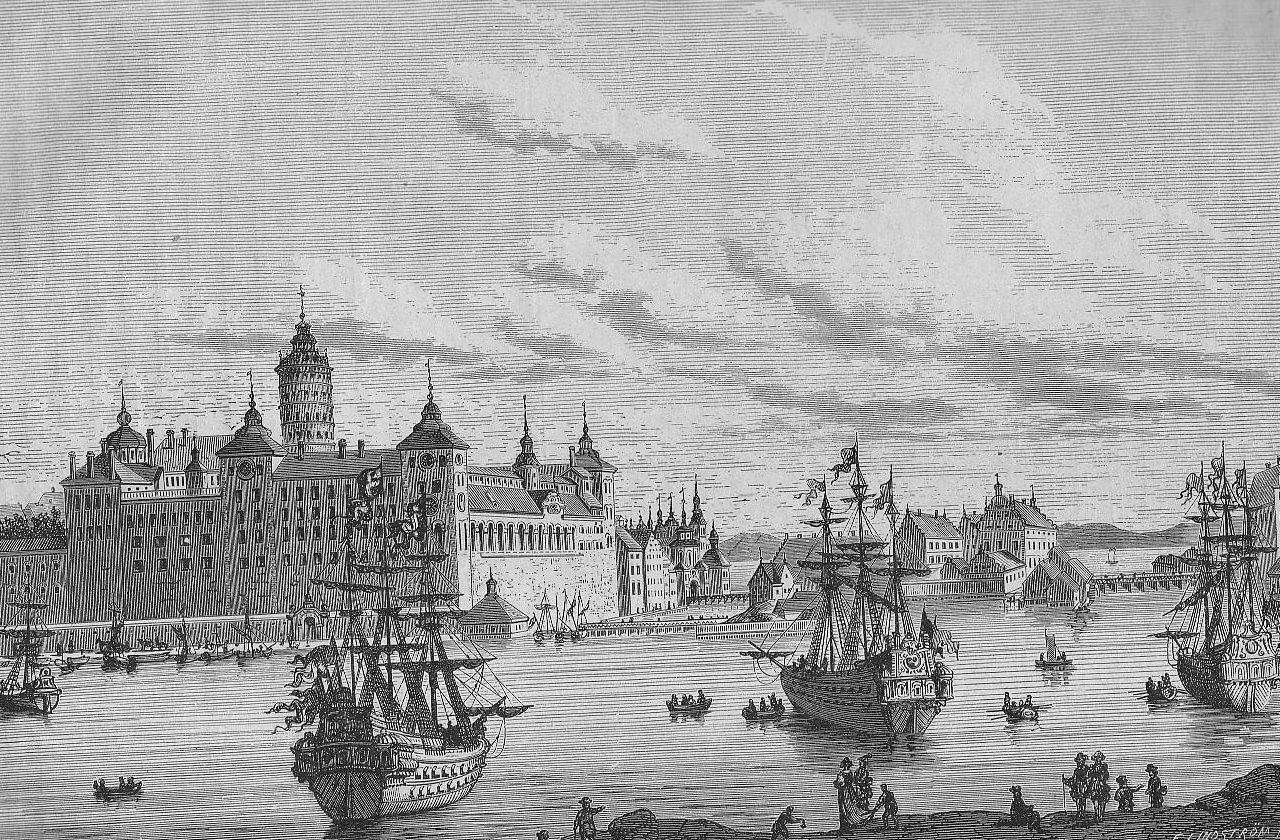
Il castello nel XVII secolo visto da nordest.

Quando re Gustavo Vasa liberò la Svezia dall'Unione di Kalmar (una serie di unioni personali tra Danimarca, Svezia e Norvegia che perdurò sino al 1397) e rese la Svezia nuovamente indipendente, il castello di Tre Kronor divenne la sede principale del potere sul suolo svedese. Gustavo Vasa espanse le misure difensive del castello, mentre suo figlio Giovanni III di Svezia poi lo ricostruì a livello estetico, tramutandolo in una struttura di stile rinascimentale e aggiungendovi una cappella reale.
Le prigioni probabilmente esistettero fino al XVI secolo, ma di dimensioni ridotte. Il castello era composto di due parti distinte: il castello principale (högborgen) e i giardini che lo circondavano (ekonomigården) con un'alta torre in mezzo.

### L'incendio

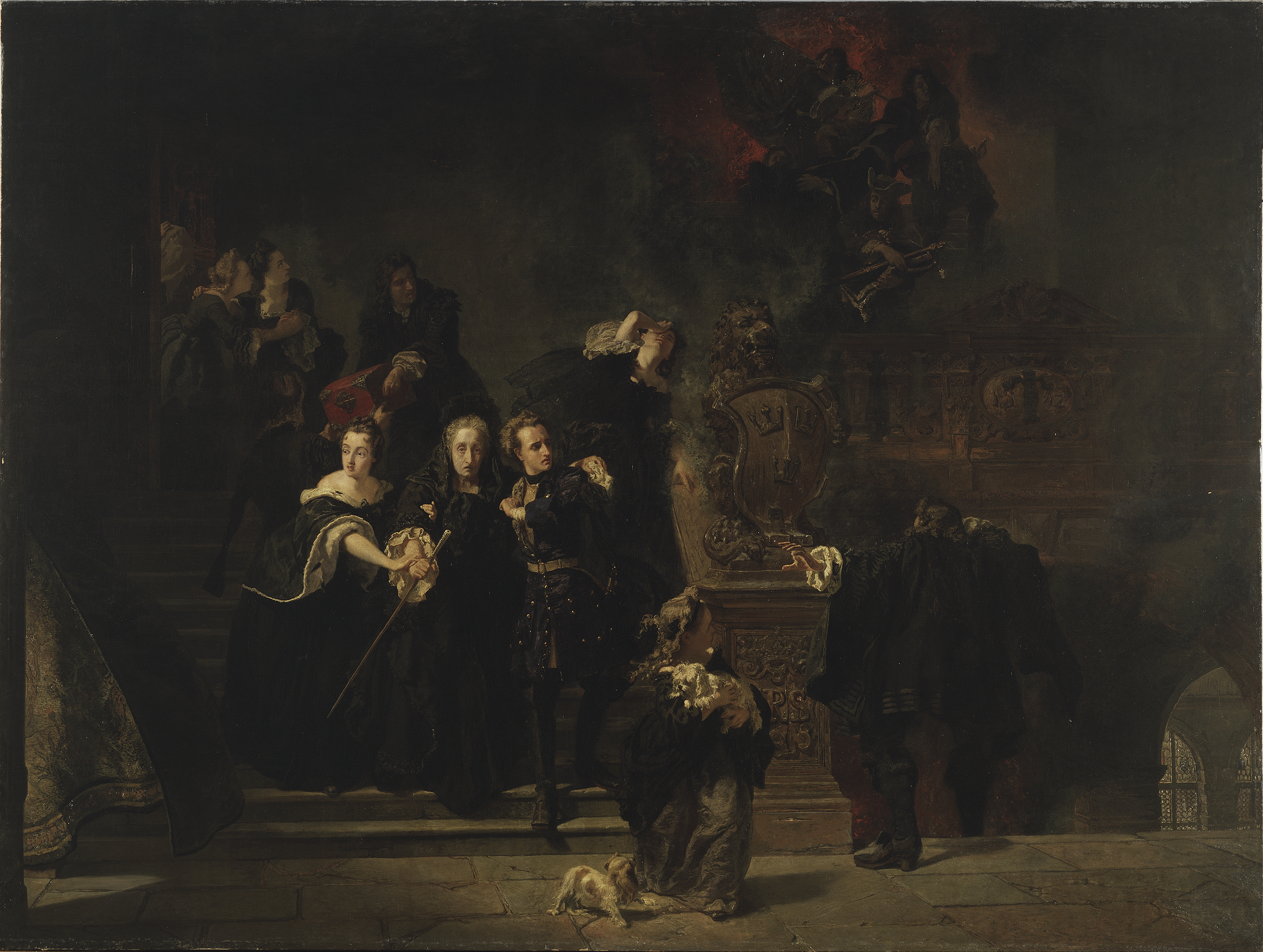
Il realistico e drammatico dipinto di Johan Fredrik Höckert del 1866 intitolato Incendio al castello, che mostra il giovane re Carlo XII di Svezia con sua nonna e le sue sorelle mentre fuggono con i gioielli della corona e l'immagine di suo padre da poco defunto.

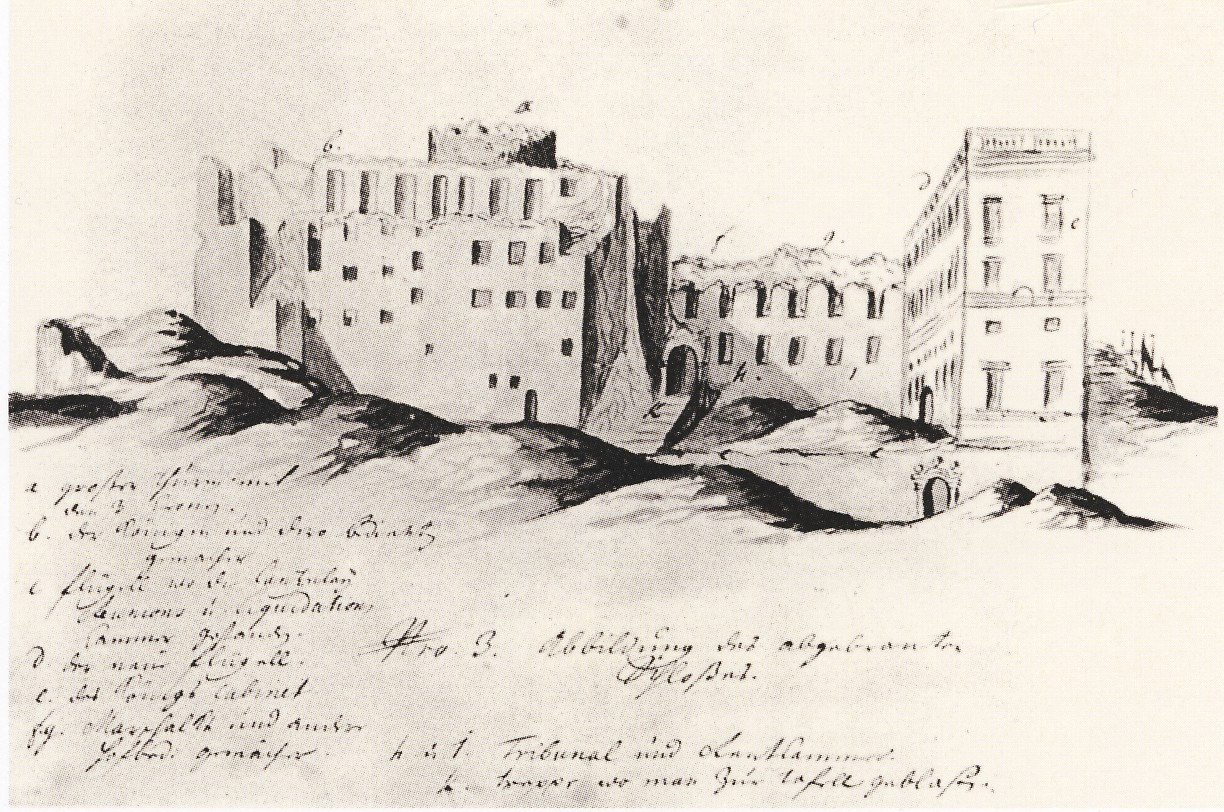
I resti del castello dopo l'incendio.

Il 7 maggio 1697 un grande incendio scoppiò nel castello di Tre Kronor ed esso venne quasi completamente distrutto. L'incendio venne scoperto dal guardiano del castello, Georg Stiernhoff. Sven Lindberg informò lo staff del sovrano, che però non riuscì a estinguere il fuoco per tempo perché il fuoco stesso aveva bloccato diversi accessi con i primi crolli che avevano iniziato a svilupparsi nella struttura. I servitori tentarono di salvare il possibile di quanto i sovrani avevano nelle loro stanze, ma tutti furono costretti a evacuare la struttura. Il fuoco intanto si diffondeva in ogni parte del castello, peggiorando ancora di più sui tetti che, essendo ricoperti di tegole in rame, andavano via via surriscaldandosi e incendiando altre travi. Nell'incendio andò distrutta gran parte della biblioteca nazionale svedese come pure gli archivi reali.
Poco dopo la fine dell'incendio iniziarono le indagini per scoprire perché non era stato possibile accorgersi prima dell'inizio dell'incendio e vennero posti sotto accusa tre personaggi di spicco della corte reale: Sven Lindberg, il "maresciallo del fuoco" responsabile della sicurezza del castello, Anders Andersson e Mattias Hansson, entrambi pompieri deputati a spegnere gli incendi eventuali. Anders Andersson si trovava fuori dal castello per una commissione per conto della moglie del maresciallo, Mattias Hansson aveva lasciato il proprio posto per portarsi in cucina per cenare, dicendo di avere ottenuto per questo il permesso della moglie del maresciallo, fatto che lei negò.
La corte ne concluse che il maresciallo avesse utilizzato dei funzionari di stato come propri servitori per fare loro svolgere dei compiti per sua moglie, abusando quindi della sua carica e nel contempo rendendosi responsabile del disastro causato. A febbraio del 1698 Sven Lindberg e Mattias Hanson vennero condannati a morte per negligenza nei loro incarichi. Anders Andersson venne condannato a passare per le bacchette. Le sentenze vennero però tutte commutate dal sovrano nel passaggio per le bacchette e poi in sei anni di lavori forzati alla fortezza di Carlsten. Sven Lindberg morì poco dopo.

## La rinascita
I piani per ricostruire il vecchio castello partendo dalle antiche fondamenta vennero studiati attentamente. Nicodemus Tessin il Giovane venne prescelto per la ricostruzione della struttura, ma al posto di ricostruire un vero e proprio castello egli diede vita all'attuale palazzo reale che venne completato nel 1754. Nicodemus morì nel 1728 e perciò non riuscì a vedere il progetto terminato.

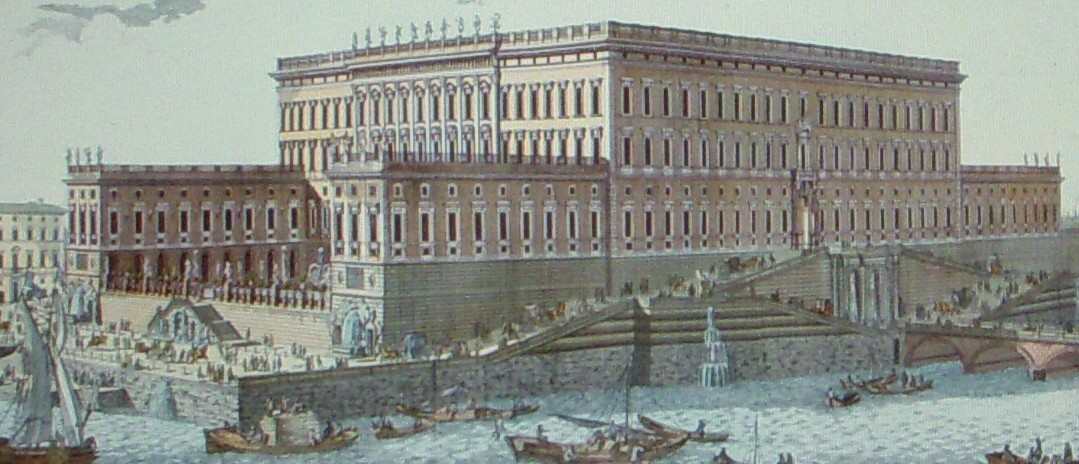
Il palazzo reale di Stoccolma nel 1770

## Galleria d'immagini

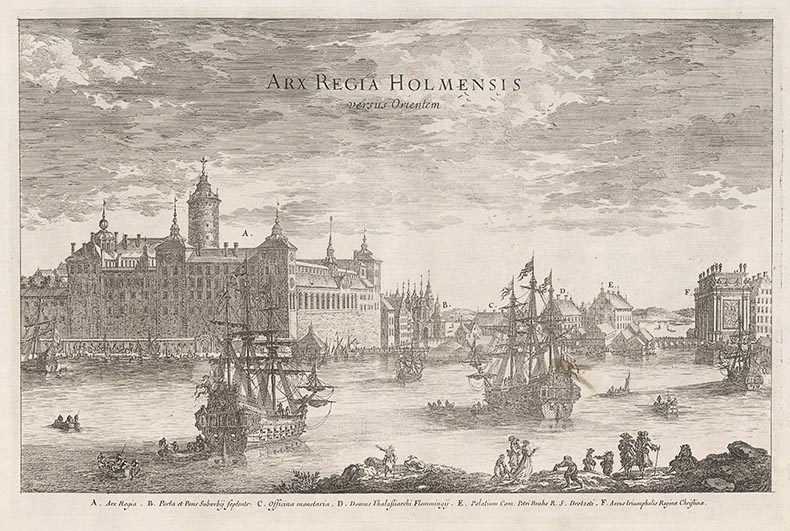
Il castello, da Suecia Antiqua et Hodierna
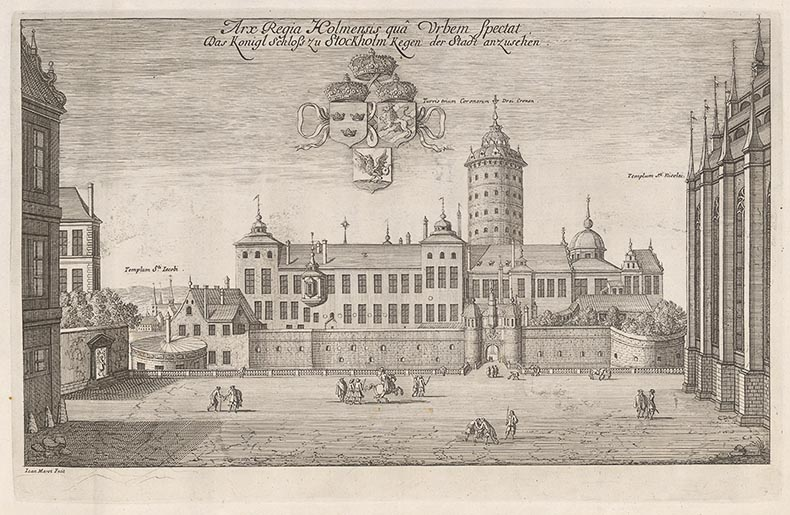
Il castello, da Suecia Antiqua et Hodierna
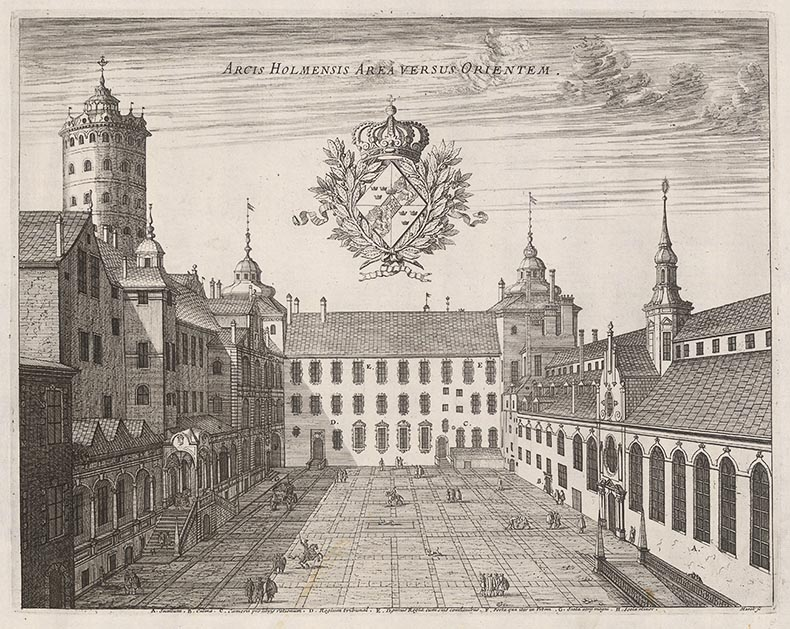
Il castello, da Suecia Antiqua et Hodierna
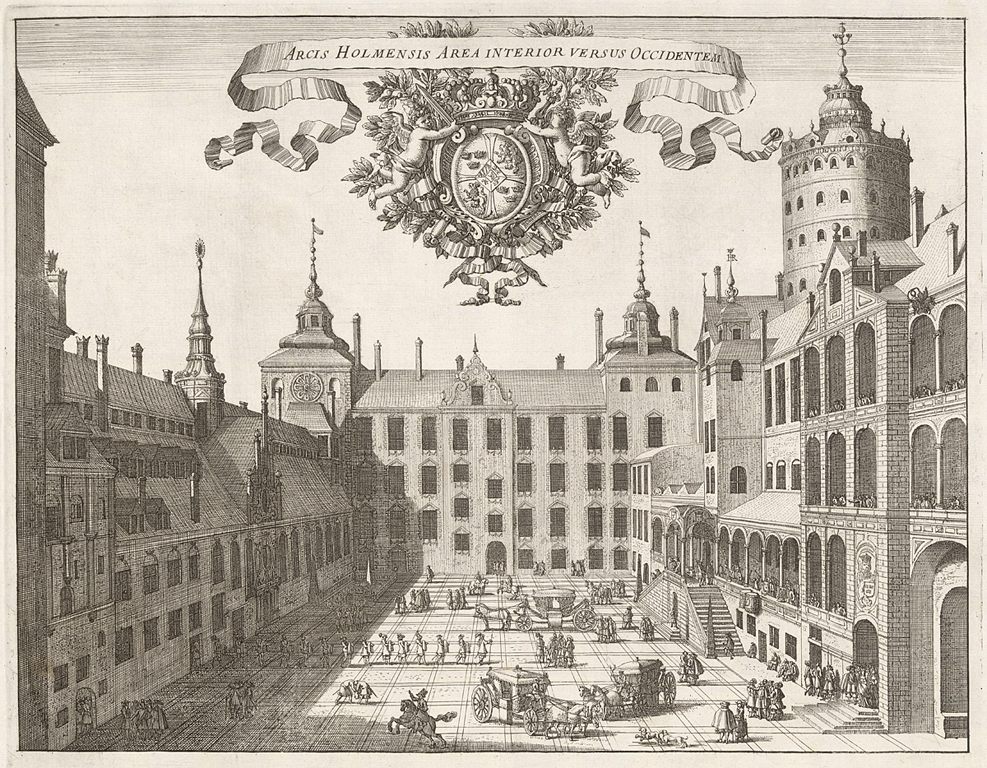
La corte d'onore del castello vista da ovest
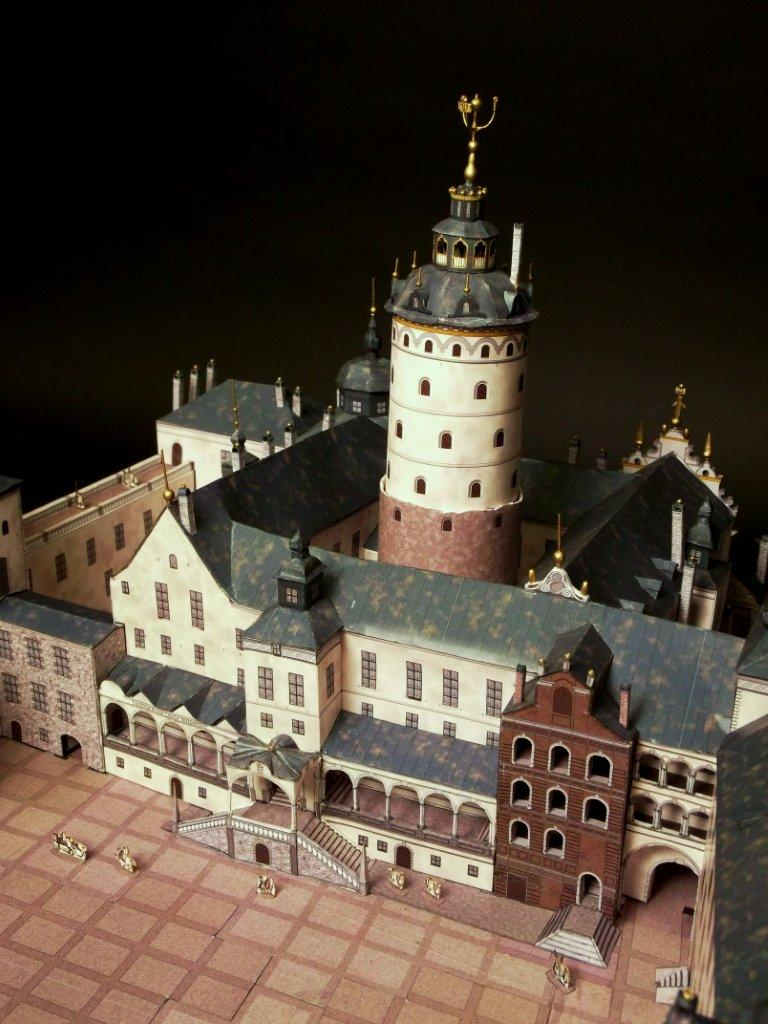
La corte d'onore del castello
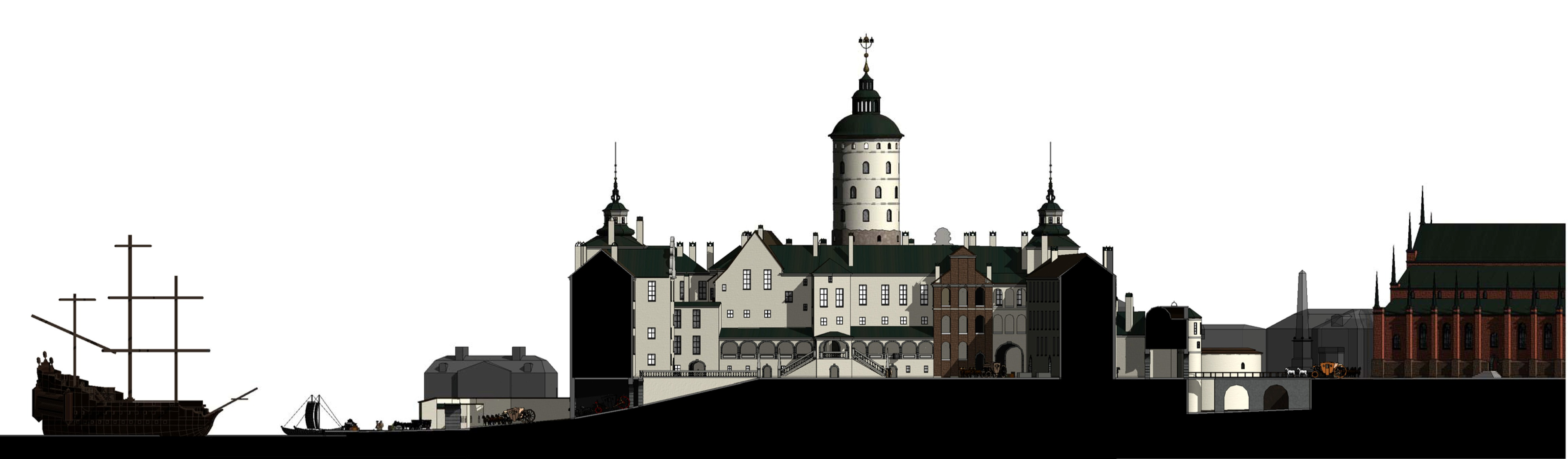
Sezione del castello

## Ricostruzioni
È stata realizzata per l'Esposizione industriale di Stoccolma del 1897 una replica del castello in scala 1:3.